# 노해면
노해면(蘆海面)은 경기도 양주군의 면이었다. 지금의 서울특별시 도봉구와 노원구를 관할하던 면이었으나, 1962년에 서울특별시에 편입되면서 폐지되었다. 
참고로 당시 노해면사무소는 지금의 서울특별시 도봉구 창동 도봉보건소 사거리 인근에 있었고 이는 일제 강점기 때까지 있었다가, 현재의 쌍문2동 주민센터로 옮겨졌다.

## 연혁
1914년의 행정구역과 현재의 행정구역 비교
| 1914년          | 1914년                                 | 현재        | 현재                                   |
| 면              | 리                                     | 구·읍·면    | 동·리                                  |
| --------------- | -------------------------------------- | ----------- | -------------------------------------- |
| 노해면 (蘆海面) | 월계리, 공덕리, 하계리, 중계리, 상계리 | 서울 노원구 | 월계동, 공릉동, 하계동, 중계동, 상계동 |
| 노해면 (蘆海面) | 도봉리, 방학리, 쌍문리, 창동리         | 서울 도봉구 | 도봉동, 방학동, 쌍문동, 창동           |

- 1914년에 노원면과 해등촌면을 병합하여 노해면을 설치하였다.
- 1962년 12월 12일 : 노해면을 서울특별시 성북구에 편입하였다.[3]
- 1963년 1월 1일 : 노해출장소를 설치하였다.[4]
- 1973년 7월 1일 : 성북구에서 미아동·번동·수유동·우이동·창동·월계동·쌍문동·상계동·중계동·도봉동·방학동·공릉동·하계동을 도봉구로 분구하고 노해출장소를 폐지하였다.[5] 도봉구는 옛 노해면의 전역과 구 숭인면인 번동, 수유동, 우이동, 미아동을 관할.
- 1988년 1월 1일 도봉구 도봉동·상계동·하계동·중계동·월계동·공릉동·창동을 관할로 노원구로 분구[6]
- 1989년 1월 1일 창동, 도봉동을 도봉구로 환원[7]
- 1995년 3월 1일 도봉구 중 미아동, 번동, 수유동, 우이동을 강북구로 분구하여[8] 노해면의 영역이 도봉구와 노원구와 거의 일치하게 됨.

## 같이 보기
- 노원면
- 해등촌면
- 노해출장소
- 망우리면
- 별비면
- 시둔면
- 둔야면
- 시북면
- 양주군